# Подкланц
Подкланц (на словенски: Podklanc) е село в Словения, Корошки регион, община Дравоград. Според Националната статистическа служба на Република Словения през 2015 г. селото има 145 жители.